# Karl-Erik Åström
Karl-Erik Åström (* 18. April 1924; † 9. Dezember 1993) war ein schwedischer Skilangläufer.
Åström errang im Februar 1949 bei den Lahti Ski Games den vierten Platz über 18 km. Im folgenden Jahr gewann er bei den Nordischen Skiweltmeisterschaften in Lake Placid über 18 km und mit der Staffel jeweils die Goldmedaille.